# Javier Farinós
Francisco Javier Farinós Zapata (ur. 29 marca 1978) – hiszpański piłkarz występujący na pozycji pomocnika w hiszpańskim klubie Villarreal CF.

## Kariera klubowa
Farinós zadebiutował w pierwszym zespole Valencii w wieku 18 lat. W klubie tym występował do 2000 roku i w jego barwach zdobył Puchar Króla i Superpuchar Hiszpanii. Swoje ostatnie spotkanie w barwach Nietoperzy rozegrał 24 maja 2000 roku. Jego zespół zmierzył się wtedy w finale Ligi Mistrzów z Realem Madryt i przegrał 0–3.
Latem 2000 roku Farinós przeniósł się do włoskiego Interu Mediolan. W klubie tym spędził następne cztery lata (z przerwą na wypożyczenie do Villarreal CF), lecz nie odniósł z nim większych sukcesów. Przed sezonem 2004/05 powrócił do Hiszpanii. Został wypożyczony do Mllorki, a rok później definitywnie sprzedany do tego klubu.
Od sezonu 2006/07 do 2011 roku Farinós reprezentował barwy grającego w Segunda División Hércules CF. W 2011 roku odszedł do Levante UD.

## Kariera reprezentacyjna
18 sierpnia 1999 roku Farinós zadebiutował w seniorskiej reprezentacji Hiszpanii. Stało się to w rozgrywanym w Warszawie spotkaniu z reprezentacją Polski. W przerwie tego meczu Farinós zastąpił na boisku Gaizkę Mendietę. Rok później, w meczu przeciwko reprezentacji Holandii, Farinós po raz drugi i ostatni zagrał w zespole narodowym.
Wcześniej, w 1997 roku, wraz z reprezentacją Hiszpanii do lat 20 brał udział w Mistrzostwach świata U-20.

## Sukcesy
- Valencia CF:
  - Puchar Króla: 1998/99
  - Superpuchar Hiszpanii: 1999